# دانته بونینفانته
دانته بونینفانته (ایتالیایی: Dante Boninfante؛ زادهٔ ۷ مارس ۱۹۷۷) بازیکن والیبال اهل ایتالیا عضو سابق تیم ملی والیبال ایتالیا و عضو فعلی باشگاه کازا مودنا است. دانته به همراه ایتالیا در المپیک ۲۰۱۲ لندن حضور داشت و مدال برنز را به گردن آویخت. او در رده باشگاهی نیز سابقه عضویت در باشگاه های ناپولی، سالرنو، مونتیچیاری، سیسلی، گابکا، اسکرا بلچاتوف، ورونا، کوپرا پیاچنزا و ام. رم را در کارنامه خود دارد. یک قهرمانی لیگ قهرمانان و دو قهرمانی سوپر جام اروپا و دو قهرمانی سری آ از دست آورد های او در رده باشگاهی است.